# Марки Украины периода Гражданской войны
Ма́рки Украи́ны перио́да Гражда́нской войны́ включают в себя выпуски знаков почтовой оплаты местных и военных администраций на территории Украины в 1918—1920 годах, помимо почтовых и других марок Украинской ССР, Украинской Народной Республики (УНР) и Западно-Украинской народной республики.

## Выпуск Управления Волынской земли

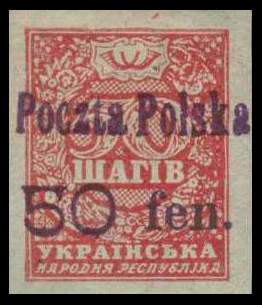
Почтовая марка польской гражданской администрации Волыни (1919)

В период оккупации Западной Украины Польшей 12 мая 1919 года было создано учреждение Генерального Комиссара гражданского управления Восточных Земель. Из этого учреждения позже выделилась администрация Волынской земли. Здесь была организована почта, которую не признало Министерство почт и телеграфов Польши. Из-за нехватки почтовых марок, Генеральный комиссар, разрешил для гражданского населения использование в качестве знаков почтовой оплаты марок сберегательных касс Гражданского Управления.
18 июля 1919 года, перед самым подчинением отделений Министерству почт и телеграфов Польши, вышло распоряжение польской гражданской администрации Волыни сделать надпечатку на оставшихся запасах почтовых марок УНР и Украинской державы о их принадлежности к Польше. Ручным штемпелем красной и фиолетовой краской произвели надпечатку в две строки слов на польском языке пол. «Poczta Polska» («Польская почта») и новой стоимости в 30 и 50 фенигов.
Марки поступили в продажу в Луцке, Владимир-Волынском, Дубно, Ковеле, Кременце и Ровно. Однако выпуск был произведён без разрешения центральной почтовой администрации Польши и в период с 15 августа по 1 сентября 1919 года конфискован представителем Министерства почт и телеграфов. Конфискованные марки были отправлены в Министерство и уничтожены.
Этот выпуск известен среди филателистов под названием «Ковельского выпуска», хотя он был произведён в Луцке, где находилось Управление Волынской земли.
В 1921 году на филателистических рынках мира, довольно большим тиражом, появились так называемые «марки польской оккупации Волыни» — серия почтовых марок УНР 1918 года с литографской надпечаткой польского орла и новой стоимостью в 2, 5 и 10 грошей. Марки якобы предназначались для оккупационного I Польского корпуса на Украине. Этот фантастическо-спекулятивный выпуск попал во все каталоги и только через некоторое время из некоторых каталогов он исчез совсем, а в некоторых, например, в каталоге «Скотт», получил определение фальсификата.

## Выпуск Любомля

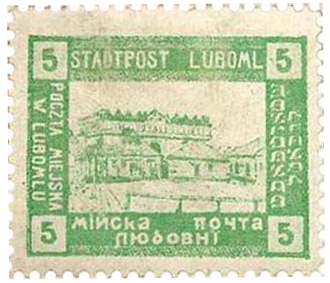
Марка городской почты Любомля с изображением синагоги (1918)

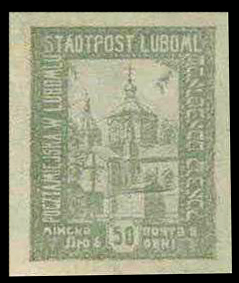
Марка городской почты Любомля с изображением православной церкви (1918)

Осенью 1915 года Любомльская волость попала под власть немецких и австро-венгерских оккупационных войск. Округ был разделён на две зоны: на севере от села Згорани стояли немецкие войска, а в южной части и Любомле была создана австро-венгерская администрация. Оккупационными австрийскими войсками в городе было открыто 259-е этапное (полевое) почтовое отделение. Магистрат дал согласие на обслуживание более 120 гмин — территорию, в которую входило 900 населённых пунктов.
В сентябре 1918 года, согласно постановлению городской Рады Любомля и начальника 259-й австрийской этапной почты подполковника А. Штерната, в пражской типографии предприятия «Унион» была заказана серия почтовых марок для гражданского населения Любомльского округа. Номиналы марок — 5, 10, 20, 25 и 50 без указания валюты. Рисунки марок были сделаны по фотографиям. Их выполнил ученик Пражской художественной школы Капри (Капер). Всего было выпущено пять марок разных цветов с изображением наиболее интересных архитектурных сооружений города: синагоги, построенной в 1510 году; рыночной площади и ансамбля магазинов, построенных гетманом Браницким, католического костёла Святой Троицы, построенного в 1412 году (дважды; на марке номиналом 25 на переднем плане видна колокольня, построенная в 1640 году) и православной деревянной церкви Рождества Богородицы, построенной в 1884 году. На марках были надписи «Городская почта Любомля» на четырёх языках: немецком («Stadtpost Luboml»), украинском («Мійська почта Любовні»), польском («Poczta miejska w Lubomlu») и еврейском. В связи с политической нестабильностью в этом регионе почтового хождения эти марки не имели.
Любомль — единственный украинский город, который выпустил марки с местными видами. До 1991 года они не упоминались в советских филателистических каталогах. Каталог «Михель» отнёс этот выпуск к Польше.

## Выпуск армии Врангеля
Армия генерала П. Врангеля после окончательного поражения под Каховкой в Таврии в ноябре 1920 года сделала на украинских провизориях надпечатку «Русская почта» с номиналами в 10 000 и 20 000 рублей и использовала их в лагерях интернированных в Турции до 30 мая 1921 года.

## Выпуск РПАУ
В 1919 году Революционно-повстанческая армия Украины (РПАУ) под руководством Нестора Ивановича Махно выпустила собственные марки-деньги. На них изображены Махно и серп и молот.
Известно, что в те времена имела хождение шуточная частушка на украинском языке:
Гей, ку́мо, не журись!
В Махна гро́ші завелись
А хто їх не бра́тиме
Того Махно дра́тиме…